# 南硫黄島原生自然環境保全地域

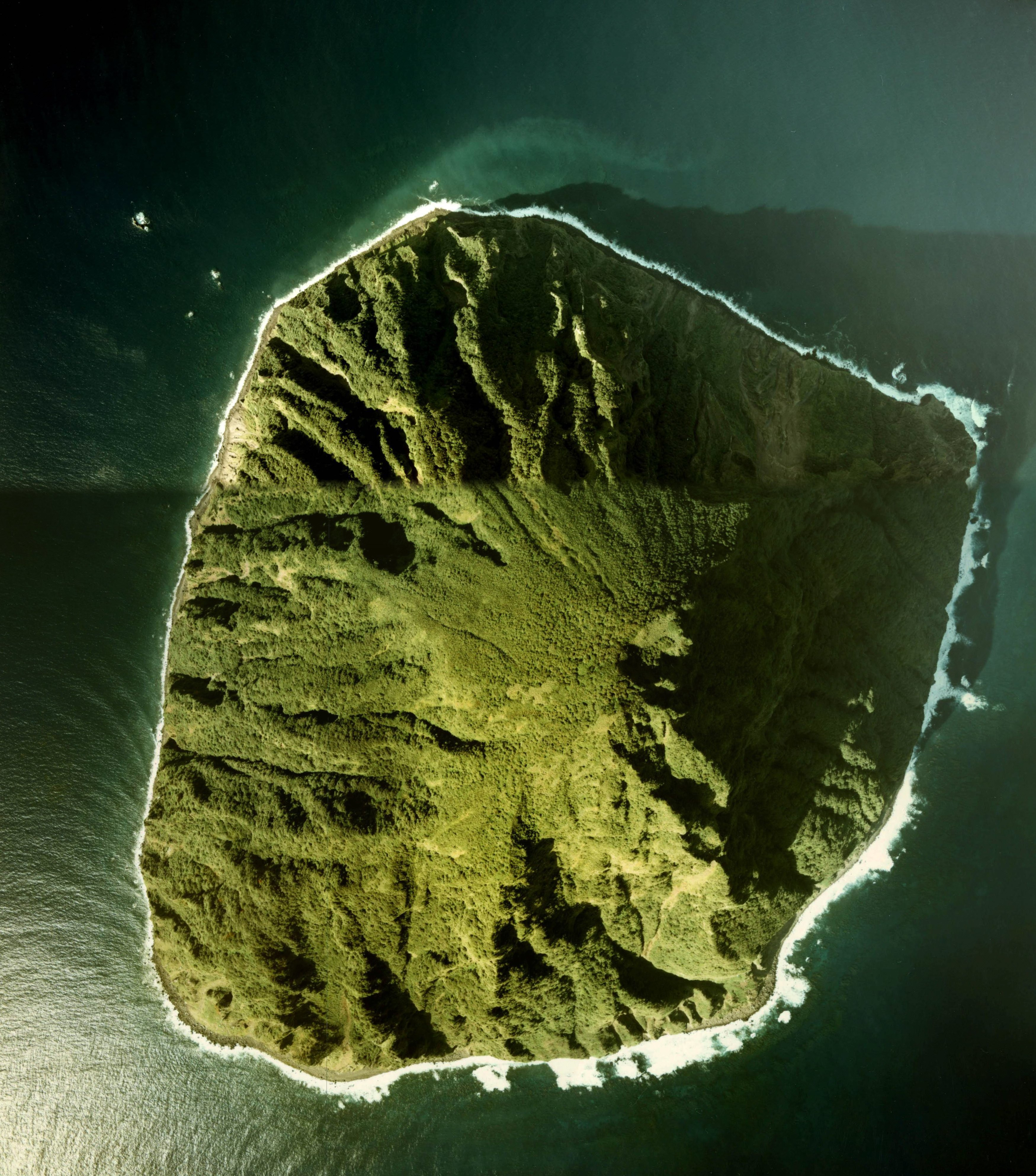
南硫黄島の空中写真。

南硫黄島原生自然環境保全地域（みなみいおうとうげんせいしぜんかんきょうほぜんちいき）は、日本の原生自然環境保全地域のひとつである。1975年（昭和50年）5月17日に自然環境保全法に基づき指定された。南硫黄島（東京都小笠原村）全域が指定されており、これまで人間の影響が希薄であったことにより原生の自然がよく保たれている。原生自然環境保全地域の中では唯一、全域が立入制限地区とされている。

## 南硫黄島の位置
南硫黄島は東京都区部から南南東へ約1,300キロメートル進んだ辺りの、北緯24度13.7分、東経141度27.7分に位置している。緯度は台湾島中部と同程度であり、北回帰線のすぐ北側に当たる。南硫黄島の北約60キロメートル先には、同じ火山列島に属する硫黄島があり、小笠原諸島の父島からは330キロメートル離れている。また、南東約540キロメートル先にはマリアナ諸島の北端にあるファラリョン・デ・パハロス島（ウラカス島）がある。

## 南硫黄島の地形と形成史
南硫黄島は、ほぼ南北方向に延びる、全長約1,200キロメートル、幅約400キロメートルの島弧である伊豆小笠原弧の最南部に位置している。伊豆諸島や火山列島を構成する島々は、伊豆小笠原弧の火山フロントである七島-硫黄島海嶺に属し、258万8000年前以降の第四紀に活動している火山であるが、南硫黄島もやはり第四紀に火山活動によって形成された火山島である。南硫黄島がいつごろ島として誕生したのかについてははっきりしていないが、採集された岩石の分析から地磁気の逆転が見られないため、数十万年より新しいと考えられている。
日本列島のように、かつて大陸と地続きであったが切り離された島を大陸島と呼ぶ。一方、海洋底から火山活動によって誕生し、これまで大陸と一度も地続きとなったことがない島を海洋島ないし大洋島と呼ぶ。伊豆小笠原弧の火山フロントである七島-硫黄島海嶺に属する南硫黄島は、典型的な大洋島である。
島の面積は3.67km2で、周囲は約7.5キロメートルであるが、伊豆諸島と小笠原諸島の中で最高峰である916メートルの山がそびえ、島の海岸線は湾や入江などの出入りがほとんど見られず、大小の岩に覆われた5メートルから50メートルの幅の浜辺があり、砂浜はほとんど見られない。そして浜辺の背後には数十メートルから200メートルの海食崖が発達している。山体は平均斜度45度に達する急斜面で、侵食が進んでおらず火山体の原型を比較的よく留めている北西部がもっとも傾斜が緩やかであるが、その部分でも斜度30度に達する。また南硫黄島の地形の特徴としては、川や湖沼などの淡水系がまったく見られないことも挙げられる。
南硫黄島を構成する岩石は玄武岩であり、体積比では溶岩流とアグルチネートが島のほとんどを占める。島の急斜面が保たれているのはこのアグルチネートによるもので、強く溶結されている。山頂部には直径約150メートル、深さ30–40メートルの東側に開析された火口がある。火口の東側は崩落しており、噴火の記録はなく、現在噴気活動も認められない。山体全体も東斜面が西斜面よりも侵食が進んでいる。海食崖には確認されているだけで254本の岩脈が貫入している。その大部分は放射状岩脈で斑状組織を有しており、斑晶は斜長石、単斜輝石、かんらん石を含む。大型斑晶に富む岩石が多く、斑晶鉱物は最大で直径1mm近くに達する。
島の周囲の海域ではサンゴ礁の発達は悪く、海岸線に外洋の波浪が直接打ちつけるようになっている。南硫黄島周囲は水深40 - 50メートル付近までは緩やかな傾斜であるが、それ以深では急速に深度を増す。そして南硫黄島の北東約5キロメートル先には、しばしば活発な火山活動が観測されている海底火山である福徳岡ノ場が、また北北西約20キロメートル先には北福徳碓がある。
南硫黄島の誕生は数十万年前と考えられる。まず溶岩の流出を繰り返しながら小型の火山体が成長していった。短い噴火の休止期に続いて再び溶岩の流出などの火山活動が続き、今の南硫黄島山頂よりも少し東側に火山体が成長していった。その後、現在の山頂部からの噴火が始まり、現在の南硫黄島が形成された。その後、火山活動は南硫黄島の北東約5キロメートル先の福徳岡の場に移り、活動が休止した南硫黄島では侵食活動によって現在の形となったと考えられる。

## 雲霧帯の形成
難破船の乗組員以外、これまで人が定住することがなかった南硫黄島では気象観測が継続的に行われたことがない。南硫黄島にもっとも近接する硫黄島の気象データなどからは、南硫黄島では山頂部まで熱帯・亜熱帯常緑広葉樹林が成立すると考えられるが、実際には標高約500メートル以上の島の上部では日常的な雲霧の発生に伴い雲霧帯が形成され、木の幹に多くの種子植物、シダ植物、コケ植物の着生が見られる雲霧林の形成が見られる。南硫黄島以外の小笠原諸島では、雲霧帯は標高が高い北硫黄島や母島の山頂部に見ることができる。南硫黄島の雲霧林には多くの希少植物が生育しており、これまで人の手が加わっていない熱帯・亜熱帯の雲霧林の状況を知ることができる。

## 南硫黄島と人間との関わり

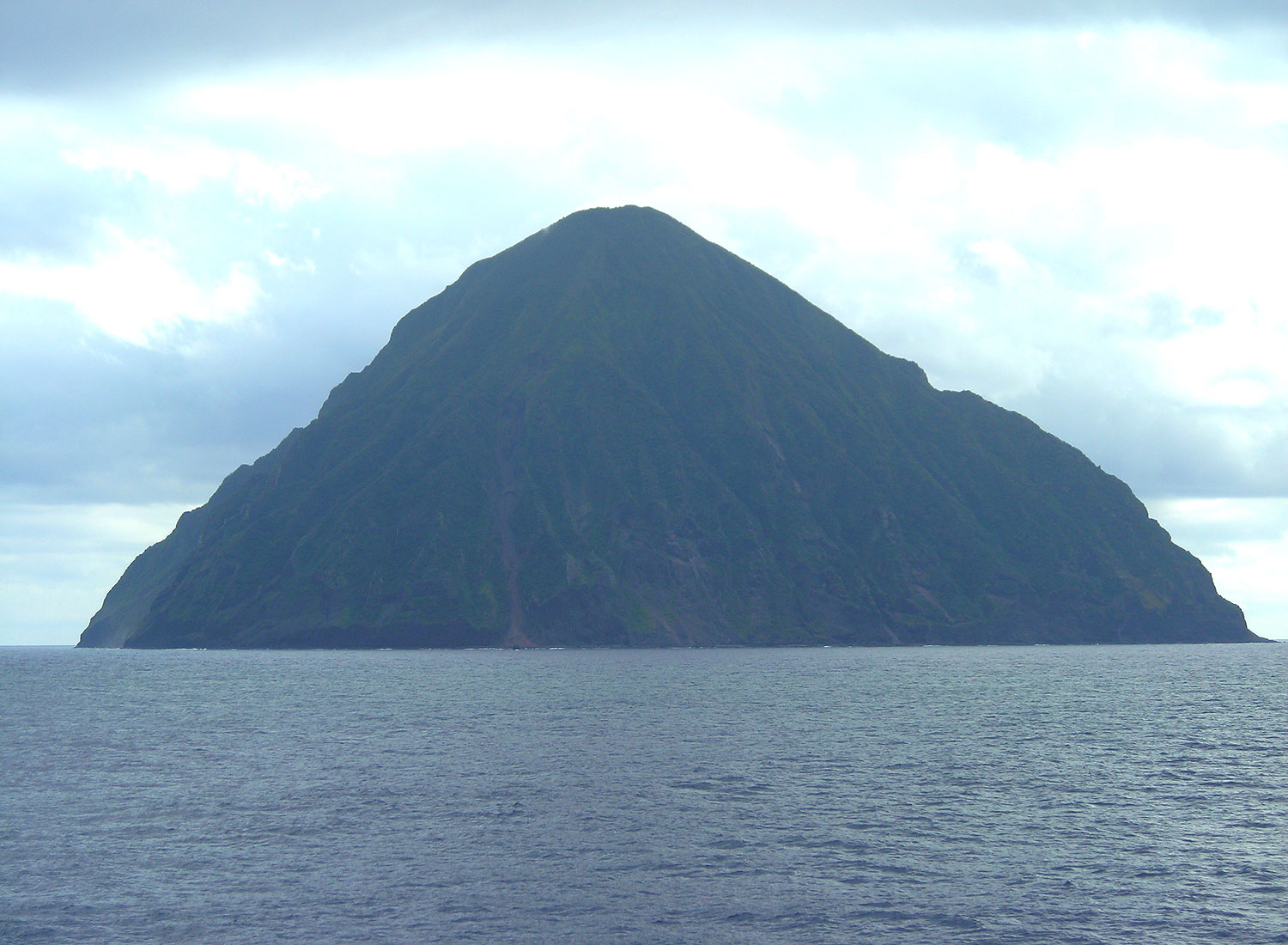
南硫黄島遠景

南硫黄島は、サンゴ礁の発達が悪いうえに湾や入江がほとんど見られないため、外洋の波浪が海岸線に直接打ちつけており、上陸自体が困難である。島自体も皇居ほどの大きさの島に916メートルという山がそびえ、平均斜度45度というきわめて険しい地形であり、また真水もほとんどないことから、人間が上陸した記録自体が少なく、これまで開発の手が入ることがなかった。
南硫黄島の発見は1543年、スペイン船サン・ファン号による火山列島発見時のこととされる。その後も北太平洋を航海する船によって目撃された記録が残っている。1885年（明治18年）末、函館を出航した松尾丸が遭難、漂流の結果、南硫黄島に漂着し、乗組員のうち3名が救助されるまでの約3年半、島で過ごした。また第二次世界大戦終了直後、アメリカ軍によって南硫黄島で1人の日本人が発見されたとの話が伝えられているが不確実である。
しかし南硫黄島を開発しようとする試みがこれまでまったく行われなかったわけではない。1896年（明治29年）から北硫黄島の開拓を始めた石野平之丞は、火山列島を構成する北硫黄島、硫黄島、南硫黄島すべてを調査したうえで北硫黄島の開拓に乗り出したと伝えられており、また1917年（大正6年）には硫黄島の住民が南硫黄島に上陸し、サトウキビなどの栽培を試みた。しかし上陸自体が困難であるうえに、島自体のきわめて険しい地形、そして真水がきわめて乏しいという悪条件は、このような開発の試みを挫折させたと考えられる。

### 調査研究の経過
人間による開発の手が及ばず、手つかずの原始の自然が残された南硫黄島は、やがてその貴重な自然環境が注目されるようになった。1930年（昭和5年）に南硫黄島で採取され、小笠原営林署で栽培された植物が中井猛之進の手に渡ったことにより、南硫黄島の生物が最初に学会にもたらされることになった。そして1935年（昭和10年）10月、小笠原営林署による植物調査が実施され、標高約700メートル付近まで調査を実施して多数の植物標本を持ち帰った。これが初めての南硫黄島の学術調査である。
翌1936年（昭和11年）3月、より本格的な植物調査が実施された。このときの調査では島の南西部から登頂を行って初めて島の最高点に到達し、海岸部から山頂部まで調査を行うことに成功した。調査では維管束植物89種を採集し、南硫黄島の植物相の特徴がとらえられるようになった。
1968年（昭和43年）6月の小笠原諸島の日本復帰後、人間の影響がきわめて希薄で、自然環境の調査が進んでいない南硫黄島についての関心が高まっていった。まず1969年（昭和44年）7月には鳥類調査を目的として文部省の調査船が南硫黄島周辺を調査し、同月、東京都建設局公園緑地部の調査船も調査のため南硫黄島を一周した。1972年（昭和47年）10月、南硫黄島は小笠原国立公園の区域に指定され、1972年11月には南硫黄島全体が天然記念物に指定された。さらに1975年（昭和50年）5月、環境庁によって人間による環境への影響が少なく原始の自然が残されている地域として、自然環境保全法に基づき原生自然環境保全地域に指定された。
1979年（昭和54年）4月には、地質調査所が南硫黄島の岩石採集を目的として上陸調査を行ったが、天候急変のために数時間で調査を切り上げざるを得なかった。1981年（昭和56年）6月には国土庁が岩石採集を目的とした調査を試みたが、高波のために上陸を断念した。1981年（昭和56年）6月、日本シダの会の調査員が上陸に成功し130メートル付近まで登頂を行い、新たに13種の植物を採集した。
環境庁は原生自然環境保護地域に指定された5か所の総合的な学術調査を昭和55年度から実施した。その中で南硫黄島も、1982年（昭和57年）6月に総合的な学術調査が実施された。1936年以来46年ぶりに海岸部から山頂まで各種調査が実施され、これまで多くの謎に包まれていた南硫黄島の貴重な地形、地質、土壌、植物、動物などの自然環境が明らかになってきた。このときの調査結果を踏まえ、1983年（昭和58年）6月、南硫黄島全体が原生自然環境保護地域の立入制限地区に指定されることになった。
2007年（平成19年）6月、東京都環境局と首都大学東京の手によって25年ぶりの南硫黄島調査が行われた。これは小笠原諸島が世界遺産の自然遺産の候補地とされる中で、調査回数が少なくいまだ全貌が明らかとなっていない南硫黄島の自然環境についての調査を実施し、人間からの影響がきわめて少ない海洋島である南硫黄島の生物多様性、生態系のあり方や生物進化の過程を知り、そして南硫黄島への外来生物の進入状況を把握することが小笠原諸島の世界遺産としての価値を証明するためにも必要と判断されたためであった。2007年の調査では1936年、1982年に続き3回目となる山頂までの総合調査が実施され、南硫黄島の自然環境について貴重な知見を得ることができた。また2007年の調査時は、人間からの影響が最小限に抑えられている南硫黄島への外来種の持ち込みを避けるため、島内に持ち込む荷物にはクリーンルーム内で殺虫剤の燻蒸を行い、調査隊員の排泄物やゴミをすべて持ち帰るなど、調査によって南硫黄島の自然環境に影響を与えぬよう万全の体制を取った。
2017年（平成29年）6月、東京都、首都大学東京、日本放送協会の合同による南硫黄島学術調査が実施された。立ち入り困難な場所も多いため、科学者らはロッククライミングの専門家から事前に指導を受け（調査にも同行）、マルチコプターによる空撮も使用された。この記録は2018年のNHKスペシャルで放送された。
南硫黄島でこれまで行われた本格的な学術調査は、1936年、1982年、2007年、2017年の4回にすぎず、4回とも山頂部までの調査が実施されたものの、すべて島の南西部からほぼ同一コースを取って山頂を目指したため、海岸部を除くと島の南西部から山頂への登頂ルート周辺という島内のほぼ同一地域の調査に限られている。また戦後の1982年、2007年、2017年の調査とも、天候が比較的安定していて台風も少なく波が一番穏やかな季節とされる6月に実施されており、冬季に南硫黄島で繁殖活動を行っている可能性があるとされるアホウドリ類の調査が進んでいないなど、まだ南硫黄島の自然環境については調査が進んでいない部分が残されている。

## 植生の特徴

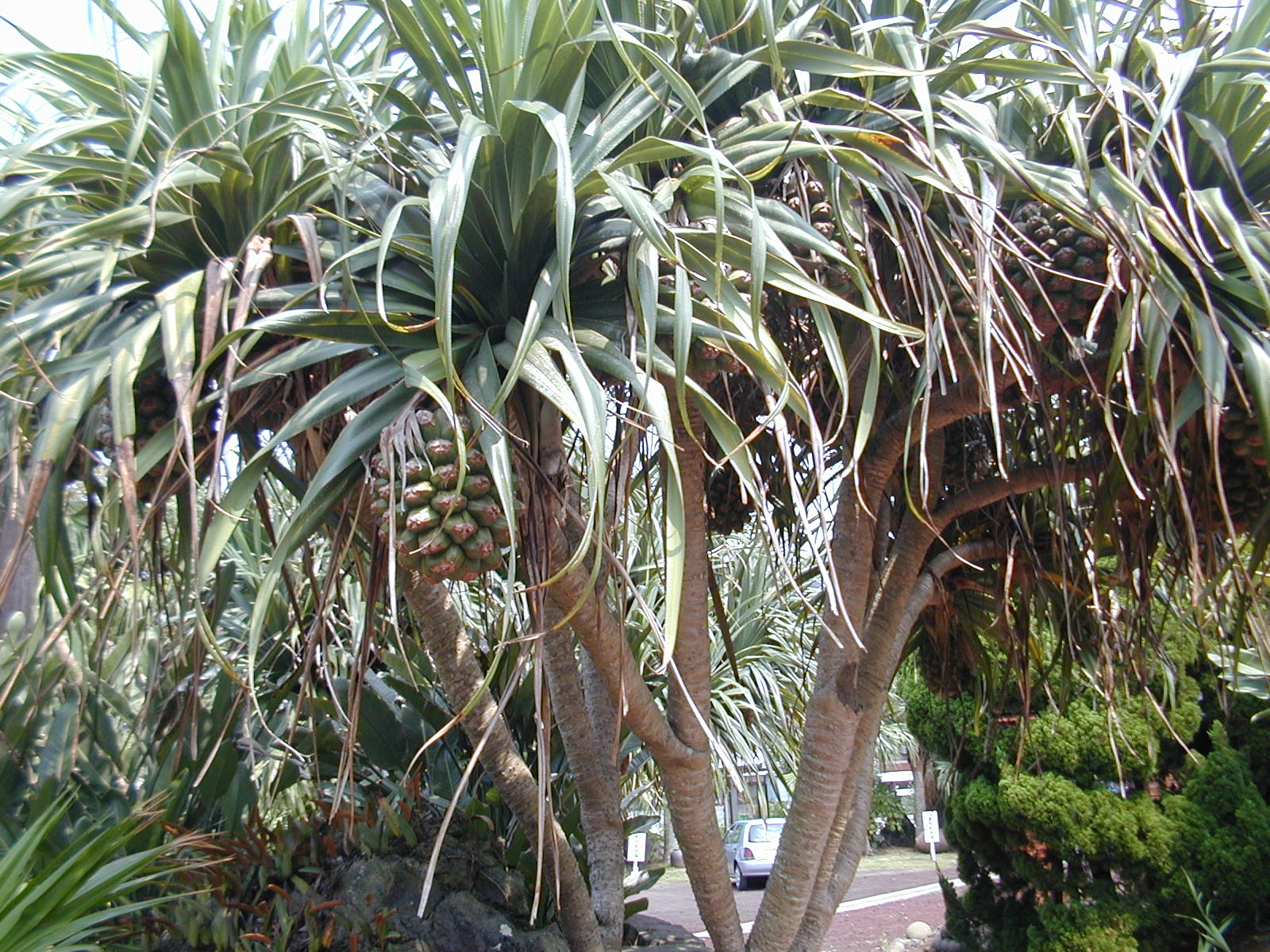
タコノキ

南硫黄島の自然環境の中でもっとも研究が進んでいるのが植物に関する分野である。これは1982年の総合調査より前に、戦前の1935年、1936年、そして1981年には日本シダの会によって調査が行われた経緯があり、一番調査研究が長く行われていたことによる。これまでの南硫黄島での植物調査によって確認された維管束植物はシダ植物44種、双子葉植物59種、単子葉植物26種の計129種である。なお南硫黄島から裸子植物は確認されていない。
南硫黄島の植物の中で、もっとも共通種が多いのは小笠原群島と北硫黄島、南硫黄島で、ともに7割近くに達している。しかし南硫黄島には小笠原群島を飛び越え、伊豆諸島や日本本土、遠くアジア大陸との共通種もかなり見られる。そしてマリアナ諸島を始めとするミクロネシアは小笠原群島よりも南硫黄島の方が近いが、ミクロネシアと共通すると考えられる植物は南硫黄島よりも小笠原群島の方が多い。これはミクロネシアから小笠原群島に植物がやってきたころ、まだ南硫黄島を始めとする火山列島が誕生していなかった可能性が指摘されている。また距離的に遠いアジア大陸などからの植物は風によって運ばれてきた可能性がある。南硫黄島の植物相を構成する種の数は、島の広さと標高から推定される数字を下回っている。面積のわりに種が少ないことは大洋島の特徴のひとつであり、南硫黄島の場合誕生してからの期間が比較的短いことなども原因している可能性がある。しかし南硫黄島の植物の生物多様性は豊かであるとはいえないが、後述のように多くの絶滅危惧種が生育しており、特に山頂近くの雲霧帯には多くの希少種が見られる。
南硫黄島の植生は大きく分けて海岸部の乾生低木林帯、島の中腹を中心に広がる山地常緑広葉樹林帯、そして島の上部に見られる木生シダや草本植物群落の3つに分けられる。海岸部から標高200 - 300メートル付近までは断崖が多く、土壌に乏しい地域であり、保水性が悪いため土地は乾いていることが多い。このためセンダンやタコノキなどの群落が発達している。また、標高200 - 300メートル以上ではチギやオオバシロテツなどの常緑広葉樹林が広がっている。そして標高400メートル以上ではコブガシ林が広がっているが、コブガシ林は海鳥たちの巣穴が集中している地域と重なるため、小さな植物がきわめて少ないという特徴を持っている。さらに標高500メートル以上の地域は雲霧林となり、コブガシの幹にはコケ植物、シダ植物、種子植物の着生が見られる。
標高600 - 700メートル以上は、火山列島固有種のエダウチムニンヘゴなどの木生シダの群落や、ガクアジサイ、ヒサカキの群落、さらには草本であるススキの群落などが見られる。特にエダウチムニンヘゴ群落は幹に多くの種子植物、シダ植物、コケ植物の着生が見られ、雲霧林としての特徴をよく示している。またガクアジサイ、ヒサカキ群落は北硫黄島、そして八丈島の八丈富士にも分布しているが、父島や母島などの小笠原群島では見られない。これは南硫黄島や北硫黄島のような高い山が小笠原群島にはないためガクアジサイやヒサカキの群落が発達せず、さらには小笠原群島ではなく、伊豆諸島、日本本土そしてアジア大陸との共通種が南硫黄島に見られる原因も島の標高の高さが原因であるとの説がある。

### 絶滅危惧種、準絶滅危惧種について
南硫黄島には23種の絶滅危惧種、準絶滅危惧種が記録されている。2007年の調査ではうち18種が確認されており、ナガバコウラボシ、ホソバチケシダ、オオトキイヌビワ、ムニンカラスウリ、ムニンホオズキ、ナンカイシダの6種は南硫黄島の個体数が日本全国の個体数の5割を越えると見られている。特にホソバチケシシダは東ヒマラヤ、フィリピン、台湾に分布しているが、日本国内では屋久島と南硫黄島しか分布しておらず、しかも屋久島ではヤクシカの食害によって絶滅の危機に瀕しており、南硫黄島の群落はきわめて貴重である。これら絶滅危惧種、準絶滅危惧種の大半が標高750メートル以上の山頂近くで確認されている。うち800メートル以上の地域では1982年、2007年の調査で比較的安定した個体数を保っている種が多かったが、700メートルから800メートルにかけては2007年の調査では個体数が減少、消滅した絶滅危惧種、準絶滅危惧種が多いことが判明した。
また航空写真の比較や調査に参加した人への聞き取りなどから、1982年に比べて2007年は雲霧林が減少した可能性が指摘されている。雲霧林に多く生育する南硫黄島の絶滅危惧種、準絶滅危惧種は、地球温暖化などによる環境の変化によって発生する気候の変動などによって大きな打撃を受ける可能性がある。

### 外来種の侵入
2007年の調査では、南硫黄島で7種の外来種と考えられる植物が確認された。これは南硫黄島で確認された維管束植物の5.4%であり、ほかの小笠原諸島の島々に比べて著しく低い数字になっている。また外来種の分布状況は島内各地に散在しており、これもまた人間による撹乱を受けていないことを示している。しかし、1982年には確認されていないシンクリノイガが南硫黄島の各所で生育しているのが確認された。シンクリノイガは小笠原群島では南島などで問題となっている外来種で、南硫黄島には鳥の羽毛に付着するなどして持ち込まれたと考えられている。人間の立ち入りが原則禁止となっている南硫黄島であるが、鳥などによって今後も外来植物が侵入する可能性がある。

## 哺乳類
南硫黄島で生息が確認されている哺乳類は、オガサワラオオコウモリのみである。ほかに小型の翼手類やネズミ類の存在も想定されたが、1982年、2007年の調査ではオガサワラオオコウモリ以外の哺乳類の生息は確認されなかった。

### 南硫黄島のオガサワラオオコウモリ
オガサワラオオコウモリは父島列島、母島列島、火山列島に生息する、翼を広げると約1メートルになる大型の翼手類で、かつては父島や母島で多数のオガサワラオオコウモリが生息していたが、戦後のアメリカ統治時代に食用としてグアム島に売られたり、農作物に被害を与えるために駆除されてしまったりしたため数が激減し、天然記念物と種の保存法により国内希少野生動植物種に指定されている。現在の生息数は南硫黄島以外では父島に100 - 160頭、北硫黄島に数十頭、母島、硫黄島に少数の生息が確認されている。
南硫黄島では戦前にオガサワラオオコウモリの生息が確認されていたが、1982年の調査によって約100頭から数百頭の生息が推定され、ほかの島に生息する個体よりも全体の色彩が明るいこと、そして昼間に活動するという特徴が報告された。また南硫黄島のオガサワラオオコウモリはおもにタコノキやコブガシの果実を食用としていることが確認されたが、アナドリの頭部を食べている場面も目撃されており、状況によっては肉食も行っている可能性が指摘された。
2007年の調査時も100 - 300頭程度のオガサワラオオコウモリの生息が確認された。1982年の調査時と同じく昼間の活動が確認されたが、昼間の活動は食物探索の合間に休息をしている可能性があり、また夜間も活動していることが確認された。これまでオガサワラオオコウモリの生態について調査が行われた父島、母島、北硫黄島ではいずれも昼間の活動は確認されず、夜間の活動のみであった。南硫黄島のみ昼間にオガサワラオオコウモリの活動が行われる理由としては、猛禽類が生息しておらず昼間に活動しても捕食される恐れがないことと、慢性的な食物不足のために昼間も食物探索に当てねばならないなどの理由が考えられる。
1982年の調査時にも指摘された、ほかの生息地域の個体よりも色が明るいという特徴は2007年の調査時も確認された。2007年に捕獲された個体を観察した結果、体毛の生え際はほかの地域の個体の色と変わらないと見られるため、南硫黄島のオガサワラオオコウモリの特徴である昼間の活動や、急峻な地形のため日光を遮るものが少ないために紫外線などにより後天的に色が変化した可能性が高いとされた。
2007年の調査時、オガサワラオオコウモリはタコノキの実のほかにシマオオタニワタリとナンバンカラムシの葉を食用としていたことが確認された。これは2007年の調査直前に台風が南硫黄島付近を通過しており、その影響で著しい食物不足に陥っていた可能性があり、シマオオタニワタリとナンバンカラムシの葉は緊急的に利用していた可能性もある。また2007年の調査時に捕獲されたオガサワラオオコウモリすべてに著しい歯の磨耗が確認され、咬合力も強かった。歯の著しい磨耗が台風通過直後の食糧不足に伴う一時的なものか、慢性的な食糧不足による持続的なものであるかは現在のところ不明である。

### ネズミ類の不在
小笠原諸島の島々では、外来種としてクマネズミなどのネズミ類が進入し、生態系に悪影響を与えている。たとえば北硫黄島で戦前繁殖が確認されていたオーストンウミツバメ、クロウミツバメ、セグロミズナギドリは、クマネズミの影響で北硫黄島では繁殖が行われなくなったものと推定されており、父島列島、母島列島、聟島列島にはほとんどの島にクマネズミが侵入し、植生や鳥類、陸産貝類などに被害を与えていることが明らかになっている。南硫黄島はこれまで人間が生態系に与えた影響がきわめて小さかったと考えられているが、船の難破や開墾の試みなど人間との関わりが皆無であったわけではない。また、ネズミ類は短距離ならば海を泳いで分布を広げるとの報告もある。そのため、1982年、2007年の学術調査の際にネズミ類の生息の有無の調査が行われた。
1982年の調査時は、島内に設置した罠にまったく捕獲されず、また島の南岸にあった難破船の生米がまったくネズミ類の食害に遭っていなかったことが確認されたため、ネズミ類は生息していないものと判断された。2007年の調査時も罠の設置や食痕の調査を通じてネズミ類の存在について確認されたが、やはり生息していないものと考えられた。この結果は南硫黄島が人間からの影響がこれまできわめて小さかったことを物語っている。

## 鳥類

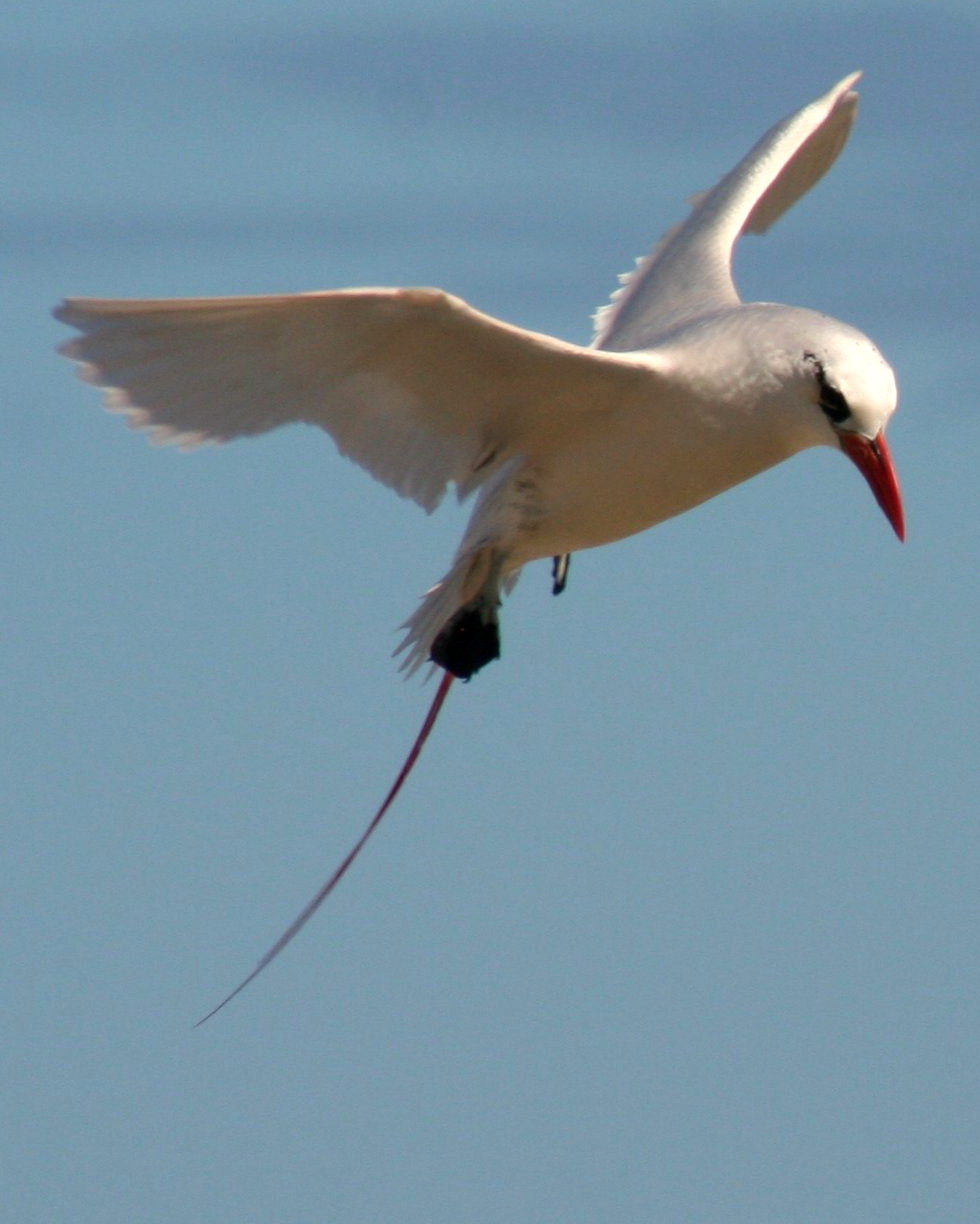
アカオネッタイチョウ

1982年の調査時、南硫黄島ではオナガミズナギドリ、アナドリ、カツオドリ、アカオネッタイチョウ、シロハラミズナギドリ、クロウミツバメの6種の海鳥、そしてアカガシラカラスバト、ハシブトヒヨドリ、イソヒヨドリ、ハシナガウグイス、イオウジマメジロ、オガサワラカワラヒワの6種の陸鳥が繁殖ないし繁殖している可能性が高いとされた。2007年の調査ではセグロミズナギドリも繁殖している可能性が高いとされ、2017年の調査ではアカアシカツオドリの営巣が確認された。現在のところ海鳥8種、陸鳥6種が繁殖ないし繁殖を行っている可能性が高いとされている。うち海鳥であるセグロミズナギドリ、シロハラミズナギドリ、クロウミツバメ、アカオネッタイチョウ、陸鳥のアカガシラカラスバト、オガサワラカワラヒワは、2006年に改定されたレッドリストに記載されている。特にクロウミツバメは南硫黄島が現在確認されている全世界で唯一の繁殖地である。このように希少な海鳥、陸鳥が繁殖する南硫黄島を含む火山列島は重要野鳥生息地（IBA）に指定されている。
南硫黄島の海岸部には、オナガミズナギドリ、アナドリ、カツオドリ、アカオネッタイチョウの営巣が確認されている。うちアカオネッタイチョウは日本国内ではこれまで北硫黄島、南鳥島、西之島で繁殖が確認されているが、いずれも10つがい程度の営巣で、数十つがい以上が営巣していると見られる南硫黄島は日本国内最大の繁殖地であると考えられる。
地面に穴を掘って営巣するシロハラミズナギドリ、クロウミツバメ、セグロミズナギドリは南硫黄島の標高400メートル以上の、土壌の発達が良い場所を選んで営巣をしている。2007年の調査では、シロハラミズナギドリは標高400メートルから山頂付近まで、クロウミツバメは標高700メートル以上、セグロミズナギドリは標高800メートル 以上で確認された。1982年の調査ではシロハラミズナギドリとクロウミツバメは標高750メートルを境に住み分けがなされているとされており、シロハラミズナギドリの営巣地が25年の間に拡大した可能性が指摘されている。
シロハラミズナギドリは北西ハワイ諸島と小笠原諸島のみで繁殖が確認されており、戦前には小笠原諸島の5つの島、戦後は南硫黄島と北之島で繁殖が確認されているが、1978年以降北之島で確実な繁殖が報告されておらず、南硫黄島の繁殖地は全世界的に見ても貴重である。2007年の調査によれば南硫黄島では推定数万から数十万のつがいに及ぶ多数のシロハラミズナギドリの繁殖が確認されている。セグロミズナギドリは2007年の調査でも繁殖の実態がはっきりせず、繁殖数も6,000つがい程度ではないかとの推定がなされているのみであるが、ほかに確認されている繁殖地が父島列島の東島のみであり、南硫黄島の繁殖地はやはり貴重であると言える。そしてクロウミツバメは戦前、北硫黄島での繁殖が確認されているが戦後は繁殖が確認されていない。これはクマネズミによる食害の影響によるものと推定されている。そのため現在確認されているクロウミツバメの繁殖地は全世界で南硫黄島のみである。南硫黄島での繁殖つがいは数万から10万程度と推定されているが、確認されている全世界で唯一の繁殖地である南硫黄島の重要性はきわめて高い。
南硫黄島では生息する海鳥の数がきわめて多く、海岸部から山頂にかけて多くの海鳥に埋め尽くされている。南硫黄島と比較的似た環境にあると考えられる北硫黄島との大きな違いのひとつに、南硫黄島では土壌中に多くのリンが含まれていることが明らかになっている。これはかつて人が居住していた北硫黄島では、ネズミ類の捕食によって海鳥の数が激減してしまったのに対し、有史以来無人島である南硫黄島では、海鳥が多く生息する環境が保持されているため、鳥の糞や死骸からリンが供給され続けていると考えられる。そして豊富なリンに恵まれた土壌は、南硫黄島の植物相などの豊かな生物相を維持し続けるのに大きな役割を果たしていると見られる。
陸鳥類はハシブトヒヨドリ、ハシナガウグイス、イオウジマメジロが島内の広範囲に分布し、特にハシナガウグイス、イオウジマメジロの数が多い。オガサワラカワラヒワは絶滅危惧種ⅡBに指定されているが、標高100メートル以下の低い場所に生息しており、個体数も多くないと考えられる。アカガシラカラスバトは小笠原群島全体でも生息数が数十羽程度と推定され、絶滅が危惧されている。南硫黄島では島の広い範囲で生息しており、数十羽の生息が推定されている貴重な生息地である。
1982年の調査時には、かつて硫黄島に分布していたが絶滅したマミジロクイナの生存の有無について注意が払われたが発見されなかった。また冬季に繁殖を行うアホウドリ類やオーストンウミツバメなどについては、1982年、2007年の調査とも6月に行われたため、現在のところ南硫黄島での繁殖状況は不明である。
2017年の調査では無人航空機により崖の上を調査したところにはアカアシカツオドリの集団繁殖が確認された。

## 爬虫類・両生類

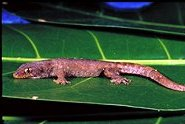
ミナミトリシマヤモリ

南硫黄島では、1982年と2007年の調査時にミナミトリシマヤモリとオガサワラトカゲの生息が確認された。ほかの爬虫類そして両生類の生息は確認されていない。特に両生類については絶海の孤島である南硫黄島にたどり着くこと自体が困難であるうえに、棲息に必須の淡水がほとんど存在しないためと考えられる。また父島などに外来種として侵入しているグリーンアノールなども現在のところ南硫黄島に侵入していないものと考えられる。
ミナミトリシマヤモリは日本国内では南鳥島に生息が確認されており、国外ではミクロネシアに分布している。オガサワラトカゲはアジア、太平洋、インド洋地域に広く分布するブートンヘビメトカゲの一亜種であるとされてきたが、最近の研究では独立種とされることもある。小笠原諸島に生息するオガサワラトカゲは、聟島列島、父島列島、母島列島の遺伝的変異が大きく、同じ火山列島である南硫黄島と北硫黄島の個体の遺伝的変異も確認される。そして南硫黄島の個体は父島列島、北硫黄島は母島列島の個体と遺伝的に近縁であるという興味深い事実が明らかになっている。

## 昆虫類などの特徴
南硫黄島の昆虫については1982年と2007年の総合調査時に調査が行われた。特徴としてはまず南硫黄島の昆虫は広域に分布が見られる種が多いが、続いて小笠原諸島の固有種が多く見られ、残りの種がミクロネシア、日本本土、東南アジアなどからやってきたと考えられることが挙げられる。つまり南硫黄島の昆虫は広域に分布を広げている種と小笠原固有種が中心となって構成されていると見られている。また南硫黄島全体としては昆虫相は貧弱であり、ハエ類やトビカツオブシムシなどを除くと採集される昆虫も少ない。これは南硫黄島の歴史の浅さ、3.67km2という狭さ、そして淡水系が存在しないなどの制約によるものと考えられている。
また淡水系がないために蚊や水生昆虫などが見られないという点も特徴として挙げられる。そして大陸などから隔絶し、これまで一回も大陸と地続きとなったことがない大洋島である南硫黄島には、島に到達して分布を広げることが出来た昆虫に偏りがあったため、南硫黄島の昆虫相には一般的な昆虫相から見て非調和が見られる。これは大洋島の生態系では多かれ少なかれ見ることができる特徴のひとつである。非調和の例としては、通常花粉の媒介を担っている昆虫はハチやハナバチ類が中心となっているが、ハチやハナバチが少ないため南硫黄島に分布している花を咲かせる被子植物の受粉は、メイガなど蛾の仲間などがその役割を担っている可能性が指摘されている。そして南硫黄島では活動的なアリ類がほとんど生息しておらず、またミミズ類も見られない。これらも大陸などから隔絶された海洋島が本来持つ生態系の特徴のひとつとされる。
南硫黄島では肉食の哺乳類、爬虫類や大型の食肉昆虫、猛禽類が生息していないが、島内では数十万羽以上の海鳥が繁殖している。これら海鳥の排泄物や死骸などはハエ類やトビカツオブシムシによって分解され、直接の捕食者ではないもののハエ類やトビカツオブシムシが水鳥の捕食者の代行のような位置を占めていると考えられる。そのためハエ類やトビカツオブシムシは南硫黄島内で大発生が見られる。
また南硫黄島の固有属とされるミナミイオウヒメカタゾウムシなど、南硫黄島では後ろ羽根が退化している昆虫も見られる。これもやはり大洋島に生息する昆虫の中に見られる特徴であるが、南硫黄島定着後に後ろ羽根が退化して飛翔能力が失われた可能性と、もともと後ろ羽根が退化して飛翔能力が失われた昆虫が南硫黄島にもたらされ、分布を広げた可能性が指摘されている。なおミナミイオウヒメカタゾウムシ属については、小笠原群島に近縁であるが別属のオガサワラヒメカタゾウムシ属が広く分布しており、その関係性が注目されている。
2007年の調査では、南硫黄島では8種のアリ類が確認された。うちミナミイオウムネボソアリとイオウヨツボシオオアリの2種が新種として確認された。イオウヨツボシオオアリは台湾から中国にかけて近縁種が見られるが、ミナミイオウムネボソアリは東アジア方面には近縁種が見られず、祖先が南硫黄島近隣から漂着した種ではない可能性がある。
南硫黄島の昆虫相は全体としては貧弱であるが、2007年の調査では父島と母島では絶滅したものとされていたオガサワラハラナガハナアブが再発見されたり、採集された昆虫の中でまだ分類が明らかになっていない種があるなどまだその全貌が解明されていない。また新種と考えられるクモ類、ササラダニ類が採集されたり、世界でこれまで確認されていない陸棲のミズムシ亜目の一種が採集されているなど、南硫黄島の生物相にはまだ明らかになっていない面が残っていると考えられる。

## 南硫黄島の陸産貝類
2007年の調査でその重要性が認識されたのが、カタツムリの仲間である南硫黄島の陸産貝類である。海洋島では陸産貝類が著しい適応放散を見せ、活発な種分化が生じることが判明している。しかし海洋島独自の陸産貝類は人為的な環境変化に脆弱で、これまで太平洋諸島では多くの陸産貝類が絶滅したことが知られている。小笠原群島でも豊かな陸産貝類が分布していることが知られているが、現在、人間による開発や外来種の影響によってその生育環境が危機に追いやられている。
これまで火山列島では北硫黄島と硫黄島で陸産貝類の調査が行われ、1982年の南硫黄島での調査結果とあわせて6種類の陸産貝類が確認されていた。6種のうち火山列島固有種は北硫黄島の1種のみで、歴史が浅い火山列島の陸産貝類は小笠原群島の影響下にあると見られていた。しかし2007年の調査では9種が新たに確認され、うち4種は南硫黄島固有種と考えられ、かつて父島に生息していたが絶滅したものと考えられていたタマゴナリエリマキガイも再発見された。特に山頂部の雲霧帯の陸産貝類には高い種の多様性が認められた。
南硫黄島で確認された13種の陸産貝類の特徴としては、まず分類群の構成に偏りが見られた。そして54%の種が小笠原群島と共通種であったが、伊豆諸島と共通種のものが23%、そして琉球列島との共通種も15%存在していた。小笠原群島には生息していないが伊豆諸島に同種ないし近縁種が生息している例も見られ、さらには比較的近隣にある北硫黄島との共通種は1種のみで、きわめて共通性が低いことも判明した。このように南硫黄島の陸産貝類は独自の生物多様性を持つ貴重な存在であることが明らかとなった。
2017年の調査では新たに3種の陸産貝類が確認された。うちリュウキュウノミガイ属の1種は新種であると見られている。

## 南硫黄島の生態系の特徴
南硫黄島の生態系の特徴としては、まず人間の影響がこれまできわめて希薄であったことが挙げられる。このため外来種と見られる生物は、2007年の調査によれば維管束植物では7種で、これはこれまで南硫黄島で確認された全維管束植物の5.4%にあたり、小笠原諸島内で比較的よく自然環境が保全されていると考えられている北硫黄島でも35種、21.0%の植物が外来種とされ、南硫黄島の数値がきわめて低いことがわかる。また植物以外で外来種と考えられるのはワモンゴキブリとコワモンゴキブリの2種のゴキブリ類くらいであり、南硫黄島の自然環境がこれまで人間にほとんど撹乱されていないことがわかる。南硫黄島が人間によってほとんど撹乱を受けていないことは、1982年と2007年の調査時にネズミ類の生息がまったく確認されず、南硫黄島にはネズミ類が生息していないことからもわかる。これは現在、小笠原諸島内では、聟島諸島の北之島、そして西之島以外にはネズミ類の生息が見られるとされ、生態系に悪影響をもたらしているが、南硫黄島ではこれまでネズミ類が存在しない状態が保たれている。
南硫黄島には淡水系が存在しないため、湿生植物、そして両生類やわずかな水たまりでも繁殖が可能である蚊がまったくいないなど、水生動物が見られないという特徴が見られる。なお蚊の種類によっては海岸のタイドプールでも繁殖する種が存在するが、南硫黄島では海岸線は大小の礫で形成されており、タイドプールが存在しないことも蚊が生息しない原因となっている。
南硫黄島の生態系には、面積や標高の割に生態系を構成する種が少ない。島に到着する種は偶然に左右される面が大きいため、近隣の島に見られない種が存在したり、逆に近隣の島で見られる種が存在しなかったりする。また花粉媒介性の昆虫が少なく、肉食動物や大型の食肉昆虫などが見られないなど通常の生態系から見て非調和な現象が見られるなどといった特徴がある。これらは大洋島の生態系で見られる典型的な特徴であり、南硫黄島が典型的な大洋島であることを示している。
また1982年から2007年までの25年間の間に外来植物のシンクリノイガが分布を広げたり、島の雲霧林が減少した可能性があり、700メートルから800メートルにかけては植生が変化した可能性が指摘されるなど、人の手が加わらない中でも生態系に変化が生じていることもわかる。
人間や外来種による撹乱にきわめて脆弱である大洋島の中で、これまで人間の影響を受けることがきわめて少なく、典型的な大洋島の環境がそのまま残されている南硫黄島は、多くの希少植物が生育する熱帯・亜熱帯性の雲霧林が存在し、クロウミツバメに代表される世界的に見ても希少な海鳥の繁殖地でもあり、今後とも人間の影響が加わらない状態で保護することを目的として、1975年5月には、自然環境保全法に基づき原生自然環境保全地域に指定され、さらに1983年6月、南硫黄島全体が原生自然環境保護地域の立入制限地区に指定されている。また、南硫黄島の自然保護体制は国際自然保護連合（IUCN）の自然保護地域カテゴリーの厳正保護地域（Ia）ならびに原生自然地域（Ib）に分類されており、国際基準的にも厳格な保護体制が認められている。